# Ч. 2 (бронепоїзд)
Бронепотяг Ч. 2, прозваний командою «Ляля» — панцерний потяг збройних сил УГА. Бронепотяг належав до Третього корпусу УГА, побудований у березні 1919 в Дрогобичі на заводі (майстерні) рафінерії; був створений на основі товарного вагону, укріпленого старими рейками) «Галіція», озброєний однією гарматою і сімома кулеметами.
Бойове хрещення отримав під Великим Любенем, брав участь у боях на Верещиці, під Ставчанами, Щирцем. Бронепотяг використовували для наведення порядку в Дрогобичі під час бунту у квітні 1919. Відомим став також через «виправу по старшинах» (командир — чотар Т. Швець; за мовчазної згоди команданта (командира) 7-ї Львівської бригади УГА Альфреда Бізанца заїхав до Стрия збирати по кав'ярнях старшин, які ухилялись від фронту).
Вранці 16 травня 1919 виїхав із Самбора до Хирова, дорогою знищив ворожу артбатарею. Потім на лінії Самбір — Старий Самбір підтримав сотню з куреня А. Тарнавського; знову вздовж лінії Самбір — Хирів мав бій з поляками.
Після відступу українських військ із Самбора 16 травня 1919 міст через річку Дністер був підірваний. Бронепотяг рухався із Самбора до Дрогобича, Тячева. Командир  Теодор Швець - (народився у селі Бенькова Вишня, зараз с. Вишня, Рудківська ОТГ), старшина О. Верхола зняли кулемети; бронепотяг був знищений власним екіпажем (підірвали), оскільки його не змогли переправити на інший берег річки.